# Pitchmarke
Pitchmarke ist ein Begriff aus dem Golfsport. Sie bezeichnet den Abdruck im Boden, den ein steil einfallender Golfball im Grün hinterlässt.
Da diese Delle nachfolgende Spieler behindern könnte, da sie den Ball beim Putten von seiner Bahn ablenken würde, ist die Pitchmarke laut Golfetikette vom Verursacher fachgerecht mittels einer Pitchgabel zu entfernen.